# Adelajda (imię)
Adelajda – imię żeńskie pochodzenia germańskiego. Składa się z elementów adal "ród, ród szlachetny" i heit "osoba, stan, rodzaj" i oznaczać mogło osobę wywodzącą się ze szlachetnego rodu.
Inne formy imienia: Adela, Adelina
Por. także Adelinda
Adelajda imieniny obchodzi: 30 stycznia, 5 lutego, 4 kwietnia, 11 czerwca, 15 czerwca, 12 grudnia, 16 grudnia oraz 24 grudnia według starych przypisów przedwojennych.
Odpowiedniki w innych językach:
- ang. – Ada, Addie, Addy, Adelaide, Alease
- czeski – Adletá
- duński – Adelheid, Alhed
- estoński – Alide, Aadelheide
- fiński – Heide
- franc. – Adélaïde
- hiszp. – Adelaida
- litewski – Adelé
- łotewski – Alida
- łac. – Adelheinis, Adelais, Adelheidis
- niem. – Adelheid, Alheit, Adelheidis
- norweski – Alides, Alette
- ros. – Аделаида
- węg. – Alida
- wł. – Adelaide, Adleida, Adlida

Znane osoby o tym imieniu:
- Adelajda – księżniczka z dynastii Ludolfingów, opatka
- Adelajda Burgundzka (931–999) – cesarzowa Niemiec, żona Ottona I Wielkiego, święta
- Adelajda Andegaweńska (935–1012) – królowa Franków
- Adelajda Biała Knegini – rzekoma siostra lub córka Mieszka I, żona węgierskiego księcia Gejzy
- św. Adelajda z Vilich – ksieni, święta katolicka z Kolonii, córka Megingoz, hr. Geldrii
- Adelajda Heska (zm. ok. 1371) – królowa polska, żona Kazimierza Wielkiego
- Adelajda węgierska (zm. 1062) – królewna węgierska, księżna czeska, córka Andrzeja I
- Adelajda węgierska (zm. 1140)
- Maria Adelajda Sabaudzka (1685–1712) – księżna Burgundii, delfina Francji
- Maria Adelajda Burbon (1732–1800) – księżniczka francuska
- Maria Adelajda (zm. 1924) – wielka księżna Luksemburga
- Adelaide Crapsey – poetka amerykańska
- Adelaide Kane – australijska aktorka